# Embaldo II de Iorque
Embaldo II (em latim: Embaldus ou Eanbaldus; em inglês antigo: Eanbald, Anoedab; Eanbad) foi arcebispo de Iorque entre 796 e 808 e pupilo e amigo de Alcuíno.

## Vida

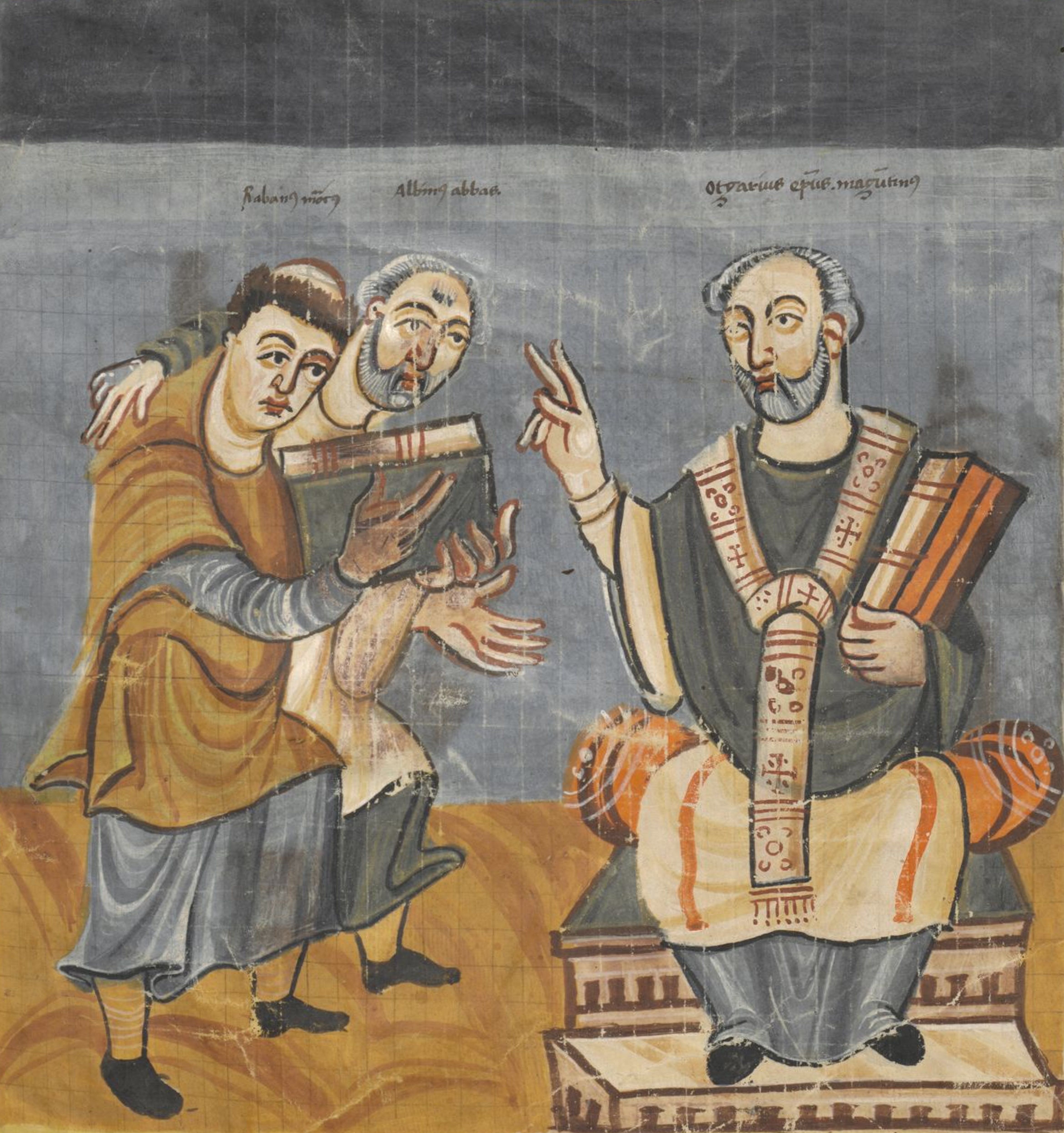
Manuscrito carolíngio de cerca de 831 com Rábano Mauro (esquerda) e Alcuíno (meio) dedicando seu trabalho ao arcebispo Odgar de Mogúncia (direita)

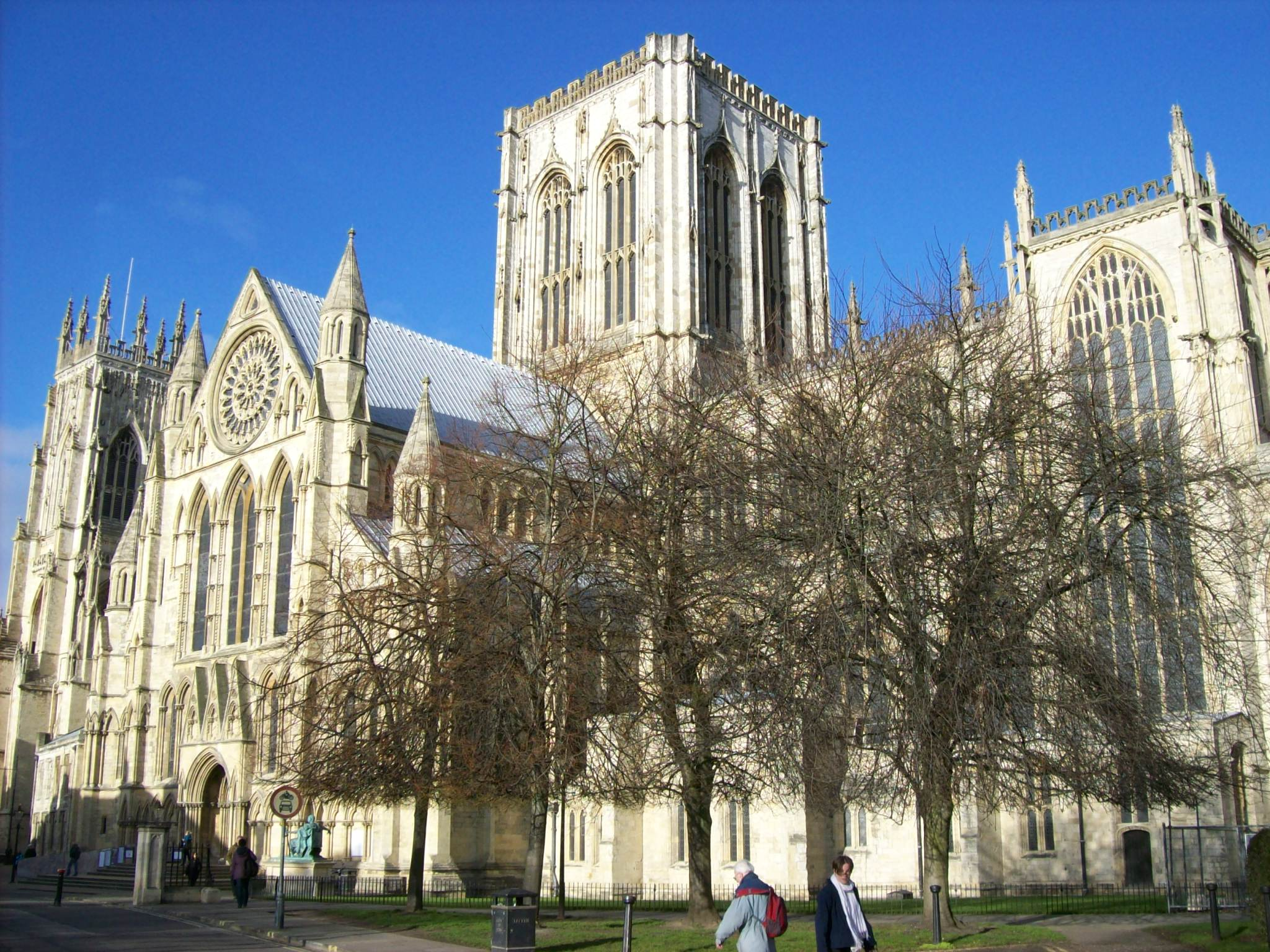
Catedral de Iorque, sede de Embaldo e local para onde Alcuíno enviou presentes

Embaldo foi instruído por Alcuíno quando lecionava na escola de Iorque e foi apelidado afetuosamente de Simeão por seu mestre. No tempo de Etelberto (r. 766–780), o arcebispo fez profecias diante de Embaldo. Em 795, Embaldo I designou várias obrigações ligadas a orações, remédios e outros assuntos para ele, que declarou em sua epístola 46 que as cumpriu o quanto pode lembrar; na mesma epístola, Embaldo perguntou ao arcebispo se deveria enviar os três cavalos que o último confiou-lhe com o portador da carta através da qual estavam dialogando. Os cavalos foram solicitados por Embaldo para que um indivíduo de nome desconhecido que estava vindo do continente em embaixada de Alcuíno pudesse chegar mais facilmente. Nesse mesmo ano, Embaldo participou de uma embaixada do outro lado do canal para Alcuíno e nela levou uma carta dos monges de Iorque. Na ocasião, segundo a epístola 43 de Alcuíno, o clérigo estava em visita a lugares santos quando Embaldo visitou-o; na mesma epístola, Alcuíno diz que enviado carta aos monges confirmando o recebimento da carta enviada e pede desculpas por não devolver Embaldo nem responder o pedido.
Antes de tornar-se arcebispo, Alcuíno enviou-lhe uma carta dando conselhos acerca do ofício arcebispal. Embaldo foi consagrado arcebispo de Iorque em 14 de agosto de 796. No dia seguinte, os bispos Etelberto, Bedúlfo e Higeberto participaram de sua reunião de consagração no Mosteiro de Sockburn. Em 30 de agosto de 797, Herdredo foi feito bispo de Hexham por Embaldo e Higeberto num lugar chamado Woodford. Em 8 de setembro, Embaldo recebeu um pálio enviado pela Sé de Roma, confirmando-o solenemente como arcebispo dos nortúmbrios. Em 798, Embaldo reuniu seu clero num sínodo em Finchale, próximo de Durham. Lá, promulgou uma série de regras sobre as cortes eclesiásticas e a a observância da Páscoa; pode ter sido o primeiro a introduzir o rito romano na igreja de Iorque.
Embaldo assistiu o arcebispo Etelhardo da Cantuária a recuperar os direitos da Sé da Cantuária que foi removidos pelo rei Ofa da Mércia; Embaldo e Etelhardo aconselharam Cenulfo, sucessor de Ofa, de que deveria restituir os direitos da Cantuária e o rei enviou cartas suas e de todos os bispos da Britânia ao papa Leão I (r. 795–816). Apesar de seu sucesso, parece que Cenulfo e Embaldo não estiveram em bons termos tempos depois; a carta de Leão a partir da qual essa informação é obtida é ambígua e nela também faz-se menção ao arcebispo Vulfredo da Cantuária (r. 805–832), que também poderia ser o desafeto de Cenulfo. Embaldo também teve rixas com Ardúlfo da Nortúmbria após denunciar os adultérios do rei bem como por esconder inimigos de Ardúlfo na igreja.
Em data incerta segundo carta 209 de Alcuíno, teve problemas causados por homens ímpios cujos nomes não são registrados; na mesma carta é dito que Caluíno enviou uma carta para Alcuíno para tratar de várias questões, inclusive os problemas de Embaldo. Tais problemas são relatados na carta 232, na qual é dito que Etelhardo enviou uma carta para Alcuíno na qual solicitou hospitalidade e informou dos problemas de Embaldo ao clérigo; na mesma epístola é dito que Alcuíno escreveu a Embaldo para encorajá-lo. Na epístola 233 de Alcuíno é dito que ele enviou uma carta para Caluíno e Dodão pedindo que encorajassem o arcebispo.
Em 808, Embaldo enviou uma carta ao imperador Carlos Magno (r. 768–814) e na mesma época, Leão I concordou em enviar uma carta para Embaldo perguntando se gostaria de ir para Roma, como Carlos Magno sugeriu. Ele morreu cerca de 808, talvez tão tarde quanto 830, se a evidência numismática estiver correta.

### Correspondência com Alcuíno
Alcuíno escreveu-lhe com frequência. Descreveu-o como confiável e piedoso, mas questionou-o porque tinha mais soldados em seu comitato do que seu antecessor, uma atitude nada caridosa. Em sua epístola 115 aconselhou Embaldo a reler suas cartas e não ser corrompido por outros; na epístola 116 fala que devia ser verdadeiro a seu título; na epístola 226, falam de sobre vários assuntos, dentro os quais questões sobre a missa. Em 797, por ocasião da eleição patriarca Jorge de Jerusalém (r. 797–807), Alcuíno enviou carta para Jorge congratulando-o por sua eleição e nela faz menção a Embaldo. Alcuíno também enviou muitos presentes para Iorque, incluindo um carregamento de metal (estanho) para o teto da torrei sineira da Catedral de Iorque.